# موزه تاریخ طبیعی دانشگاه زوریخ
موزه تاریخ طبیعی دانشگاه زوریخ یک موزه تاریخ طبیعی در شهر زوریخ، سوئیس است. این موزه در سال ۲۰۲۴ از طریق ادغام چندین موزه در دانشگاه زوریخ تأسیس شد که نام‌های قبلی آنها موزه جانورشناسی، موزه دیرینه‌شناسی، موزه مردم‌شناسی و موزه گیاه‌شناسی بود. این موزه در ساختمان اصلی دانشگاه زوریخ در مرکز شهر واقع شده است.

## نمایشگاه
این موزه حیوانات گوناگونی از سوئیس و سراسر جهان، چه منقرض شده و چه منقرض نشده را به نمایش می‌گذارد. مجموعه جانورشناسی این موزه شامل استخوان‌بندی و نمونه‌های تاکسیدرمی از پستانداران و پرندگان به همراه خزندگان، دوزیستان و بی‌مهرگان است که بر اساس مناطق جانورشناسی آنها گروه‌بندی شده‌اند. نمایشگاه دیرینه‌شناسی موزه، فسیل‌هایی را به نمایش می‌گذارد که عمدتاً از ناحیه مونته سن جورجو (کانتون تیچینو) هستند و شامل خزنده‌بالگان، ایکتیوسورها و دیگر خزندگان دریایی و همچنین برخی از دایناسورها همچون پلاتیوسور، آلوسور، هسپروسور و دیپلودوکوس می‌شوند. بخش دیرینه‌شناسی موزه، انسان‌های اولیه و خویشاوندان نزدیک آنها (مانند انسان راست‌قامت و جنوبی‌کپی عفاری) را به نمایش می‌گذارد، بخشی از نمایشگاه به موضوع فرگشت هم‌گرا، همچون دوپایان در چندین گروه، می‌پردازد. بخش گیاه‌شناسی موزه بر ارتباط گیاهی تمرکز دارد. ورودی موزه رایگان است.

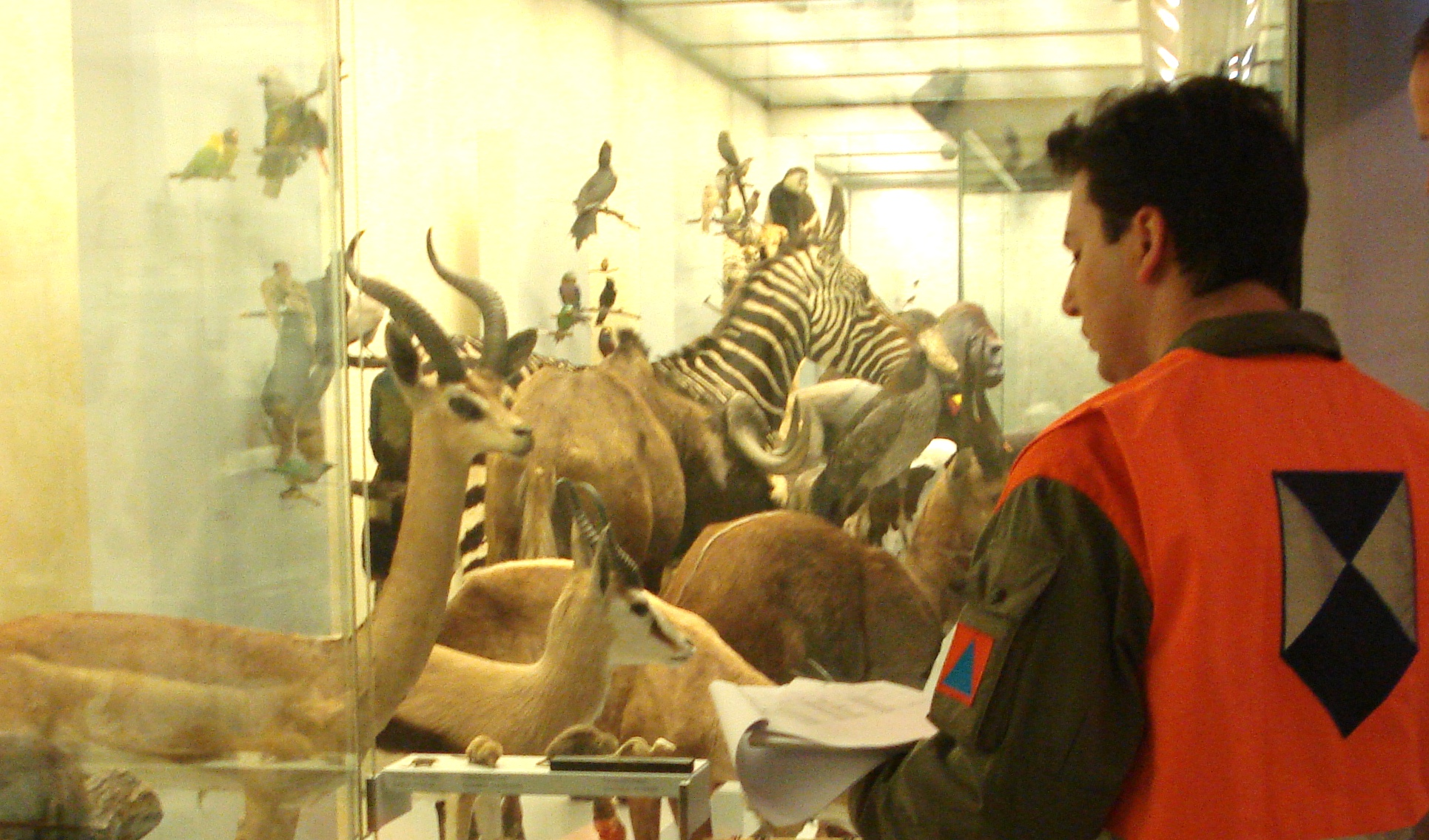
نمایشگاه مجموعه جانورشناسی

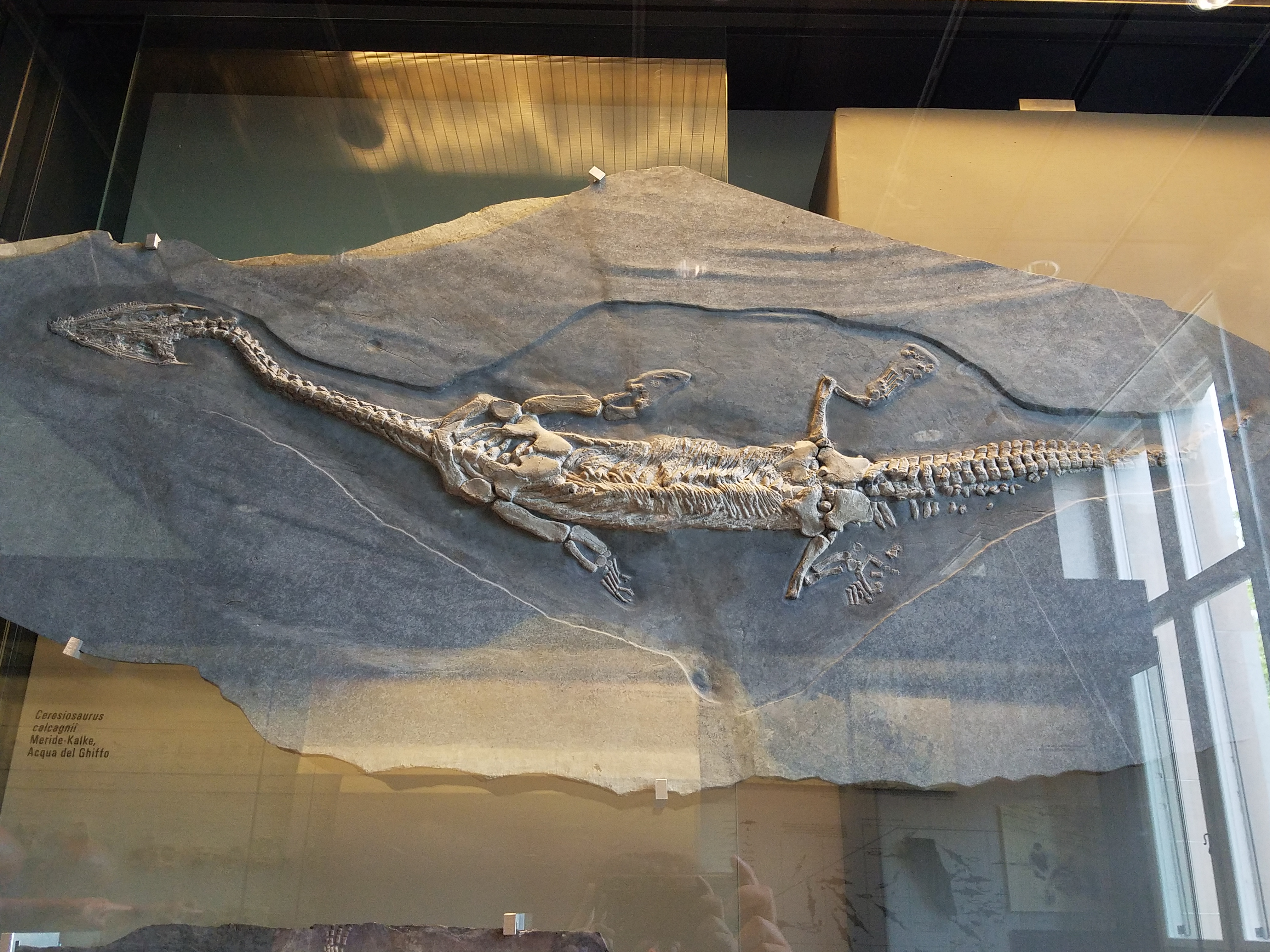
فسیل خزنده دریایی سرسیوسوروس